# سالم بیطار
سالم بیطار (عربی: سالم بيطار؛ زادهٔ ۷ اوت ۱۹۷۳) بازیکن فوتبال اهل سوریه است.
وی همچنین در تیم‌های ملی فوتبال زیر ۲۰ سال  سوریه و سوریه بازی کرده‌است.